# Katrine Lunde
Katrine Lunde (korábban férjezett nevén: Katrine Lunde-Haraldsen) (Kristiansand, 1980. március 30. –) háromszoros olimpiai bajnok, világbajnok, hétszeres Európa-bajnok, hétszeres bajnokok ligája-győztes norvég válogatott kézilabdázó, kapus. Jelenleg a dán élvonalbeli Odense Handbol  játékosa.

## Pályafutása
Ikertestvérével, Kristine Lundéval egy csapatban játszott Dániában, a Viborg HK-nál. A 2010-ben lejáró szerződését nem hosszabbította meg a dán klubnál. A 2010–2011-es szezontól a Győri Audi ETO KC játékosa volt öt szezonon keresztül. 2015-ben igazolt az orosz bajnok Rosztov-Donhoz. Itt a nemzeti bajnoki cím és kupagyőzelem mellett 2017-ben EHF-kupa győztes lett, majd a norvég ezüstérmeshez, a Bajnokok ligájában induló Vipers Kristiansand játékosa lett. 2025. január 13-án klubja csődöt jelentett, így Lunde is új klub után nézett, végül a dán élvonalban, szintén a BL-ben szereplő Odense Håndbold csapata szerződtette.
Első alkalommal 2002. szeptember 26-án védhette a norvég válogatott kapuját, Jugoszlávia ellen. Azóta több mint 200 válogatott találkozón lépett pályára, és három alkalommal az ellenfél hálójába is betalált.
Katrine Lunde férje Tom Reidar Haraldsen volt, aki korábban a Viborg FF labdarúgócsapatát erősítette. Jelenleg a Győri ETO FC-ben játszó Nikola Trajkoviccsal alkot egy párt.
2020. december 7-én, a románok elleni Európa-bajnoki mérkőzésen 300. alkalommal szerepelt a válogatottban.
A 2021-es világbajnokságon megszerezte második világbajnoki címét.

## Sikerei
- Olimpia: győztes: 2008, 2012, 2024
  - bronzérmes: 2016, 2020
- Világbajnokság: győztes: 2011, 2021
  - 2. helyezett: 2007, 2017
  - 3. helyezett: 2009
- Európa-bajnokság: győztes: 2004, 2006, 2008, 2010, 2020, 2022
  - 2. helyezett: 2002, 2012

- EHF-bajnokok ligája győztes: 2009, 2010, 2013, 2014, 2021, 2022, 2023
- EHF-kupa győztese: 2017
- Dán bajnokság győztese: 2008, 2009, 2010
- Magyar bajnok: 2011, 2012, 2013, 2014
- Orosz bajnok: 2017
- Norvég bajnok: 2018, 2019, 2020, 2021

Egyéni
- A 2024-es olimpia legértékesebb játékosa.[5]